# Lotka (element strzały)

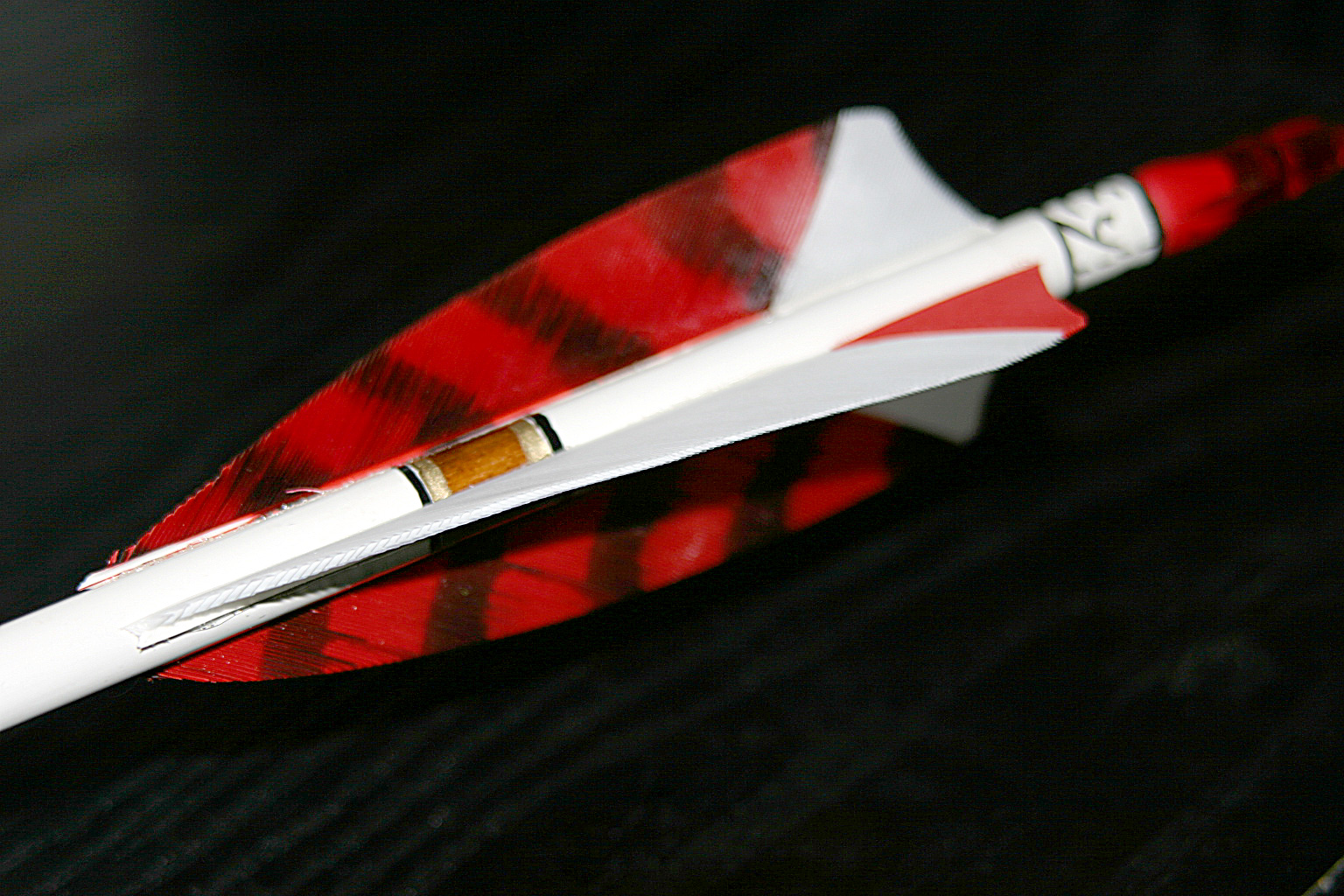
Lotka

Lotka – element znajdujący się końcu strzały, tradycyjnie robiony z pióra, obecnie również z materiałów syntetycznych, zwiększający stabilność lotu strzały.
Pierwotnie, aby dodać lotki nacinało się delikatnie strzałę przy końcu (około 3–6 cm od końca, a nacięcie miało ok. 10 cm) i umieszczało pół pióra (ok. 1/2 stosiny z włoskami) w wyciętym rowku. Następnie brało się cienkie włókna (najczęściej ścięgna zwierząt) i zawiązywało na początku lotki. Po kilku okręceniach zaczynało się zawijać włókienko wokół strzały i stosiny pióra, ale tak, by nie przydusić do niej włosków. Tak więc ścięgno przechodziło między włoskami. Był to proces trudny do opanowania, gdyż trzeba było jednocześnie wiązać 3 lotki. Można je przykleić za pomocą kleju bez owijania nićmi. 
Obecnie używa się lotek z gumy.